# Clausthaler Kulmfaltenzone

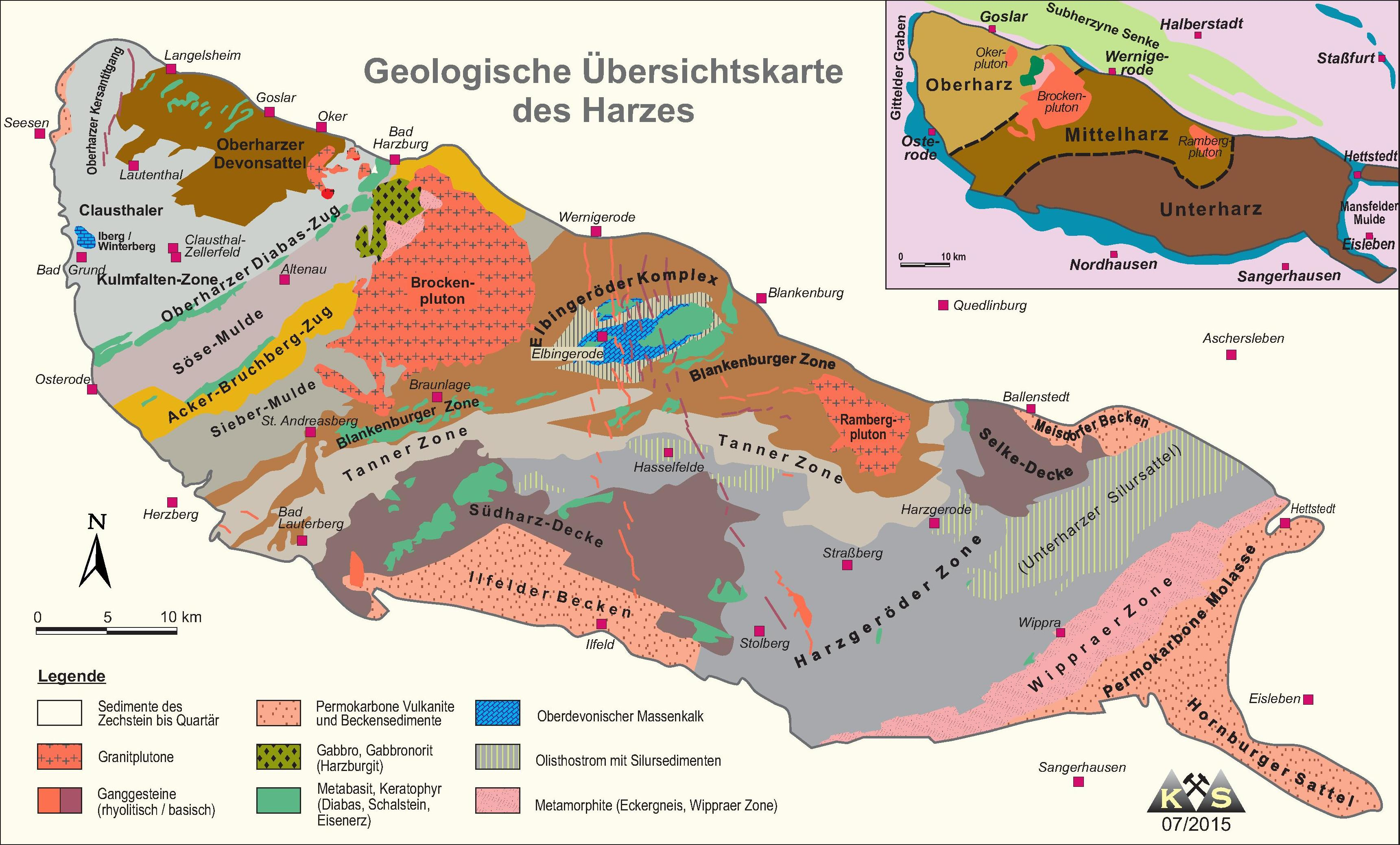
Geologische Übersichtskarte des Harzes (K. Stedingk, Landesamt für Geologie und Bergwesen Sachsen-Anhalt)

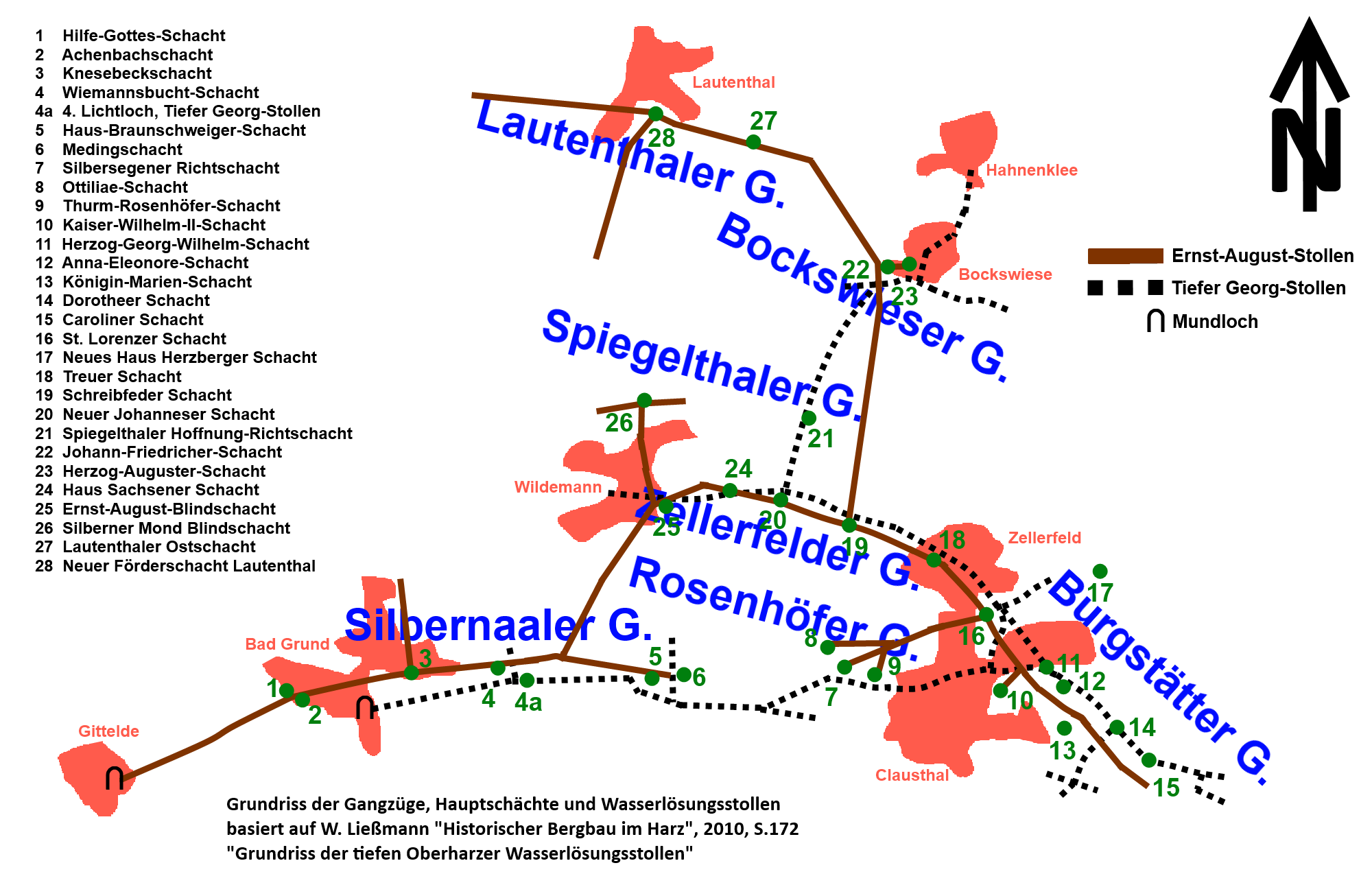
Lage der wichtigsten Gangzüge und Bergwerke in der Umgebung von Clausthal-Zellerfeld

Die Clausthaler Kulmfaltenzone ist eine geologische Einheit des Harzes. Sie nimmt den Großteil des Oberharzes zwischen Osterode, Seesen und Langelsheim ein.
Sie ist gebildet aus kulmischen Kiesel- und Tonschiefer, Grauwacken u. a.
Die Oberharzer Blei-Zinkerzgänge sind vorwiegend in der Clausthaler Kulmfaltenzone verbreitet.